# Zwitserse Bondsraadsverkiezingen 1854
De Zwitserse Bondsraadsverkiezingen van 1854 vonden plaats op 6 december 1854, volgend op de federale parlementsverkiezingen van 29 oktober 1854.
Jakob Stämpfli werd als nieuw lid van de Bondsraad verkozen. Ulrich Ochsenbein werd niet herverkozen. Op dezelfde dag werd Jonas Furrer verkozen tot bondspresident van Zwitserland en Jakob Stämpfli tot vicebondspresident voor het jaar 1855. Johann Ulrich Schiess werd bevestigd in zijn functie van bondskanselier van Zwitserland.

## Verloop van de verkiezingen
Van de zittende Bondsraadsleden werden er zes herverkozen. Het gaat om Martin Josef Munzinger uit het kanton Solothurn, Jonas Furrer uit het kanton Zürich, Friedrich Frey-Herosé uit het kanton Aargau, Wilhelm Matthias Naeff uit het kanton Sankt Gallen, Daniel-Henri Druey uit het kanton Vaud en Stefano Franscini uit het kanton Ticino. Een lid, zijnde Ulrich Ochsenbein uit het kanton Bern, werd niet herverkozen. Het is uitzonderlijk in de Zwitserse geschiedenis dat een zittend Bondsraadslid dat zich opnieuw kandidaat stelt, niet wordt herverkozen.
Ochsenbein werd opgevolgd door Jakob Stämpfli, eveneens afkomstig uit het kanton Bern. Stämpfli behaalde pas in de zesde stemronde de vereiste absolute meerderheid.

## Resultaten
| Kandidaten                | Kandidaten                   | 6e ronde |
| ------------------------- | ---------------------------- | -------- |
|                           | Jakob Stämpfli               | 88       |
|                           | Martin Josef Munzinger       | 42       |
|                           | Johann Matthias Hungerbühler | 10       |
| Andere                    | Andere                       | 5        |
| Uitgedeelde stembiljetten | Uitgedeelde stembiljetten    | 152      |
| Ingevulde stembiljetten   | Ingevulde stembiljetten      | 149      |
| Blancostemmen             | Blancostemmen                | 4        |
| Ongeldige stemmen         | Ongeldige stemmen            | 0        |
| Geldige stemmen           | Geldige stemmen              | 145      |
| Absolute meerderheid      | Absolute meerderheid         | 73       |